# Кённериц, Юлиус Трауготт фон
Юлиус Трауготт фон Кённериц (нем. Julius Traugott von Könneritz; 30 мая 1792, Мерзебург, Курфюршество Саксония — 28 октября 1866, Дрезден) — немецкий политик, государственный деятель, министр правосудия (1841—1846), глава правительства королевства Саксония (сентябрь 1843 — 13 марта 1848).

## Биография
Сын придворного. С 1804 по 1808 год учился в Бад-Кёзене, затем изучал право в Виттенбергском университете. С 1811 года работал в Лейпцигском суде ревизором.
Добровольцем в 1814 году участвовал в Освободительной войне в Германии . Позже получил второе высшее юридическое образование, служил правительственным асессором в Дрездене. С 1817 года — сотрудник саксонского правительства.
С 1831 по 1833 г. был министром королевского двора, с 1831 по 1846 г. занимал пост министра юстиции королевства Саксония.
В сентябре 1843 года назначен премьер-министром Саксонии. Во время Революции 1848—1849 годов в Германии подал в отставку, но оставался членом Государственного совета и Государственного суда Саксонии.